# Tundraraggmossa
Tundraraggmossa (Racomitrium panschii) är en bladmossart som beskrevs av Kindberg 1897. Tundraraggmossa ingår i släktet raggmossor, och familjen Grimmiaceae. Arten har ej påträffats i Sverige. Inga underarter finns listade i Catalogue of Life.